# Kościół św. Stanisława Kostki w Sierpcu
Kościół pod wezwaniem św. Stanisława Kostki w Sierpcu – kościół rzymskokatolicki, dawniej protestancki, siedziba parafii św. Maksymiliana Kolbego w Sierpcu.

## Historia
Pierwotny kościół został zbudowany dla użytku miejscowych protestantów w 1913 r. Ceglany gmach zbudowano według projektu architekta Bolesława Zienkiewicza. Był to kościół bardzo skromny rozmiarami z niewielką wieżą. Prowadziły do niego 3 drzwi plus wejście do zakrystii. Wewnątrz, jak we wszystkich ewangelickich świątyniach, znajdowały się na ścianach bocznych balkony. Z tyłu, za ołtarzem, znajdowało się wejście do zakrystii. Po wojnie świątynię często nazywano „kościołem szkolnym”.
Dekretem biskupa płockiego Bogdana Sikorskiego z dnia 8 września 1981 roku w Sierpcu przy kościele pw. św. Stanisława Kostki została utworzona i włączona do dekanatu sierpeckiego parafia pod wezwaniem błogosławionego Maksymiliana Marii Kolbego. Parafia została wydzielona z parafii macierzystej Świętych Wita, Modesta i Krescencji w Sierpcu.
Kościół był bardzo zaniedbany i wymagał remontu. Po przeprowadzeniu niezbędnych prac i sprawieniu ołtarza z granitu strzegomskiego kościół został konsekrowany przez biskupa Bogdana Sikorskiego w dniu 14 grudnia 1981. Wówczas nadano mu tytuł św. Stanisława Kostki.
Pierwszy proboszcz tej parafii, ks. dr Wacław Abramczyk, zajął się remontem kościoła. Pozyskał również teren pod budowę nowej części. Kościół zaczęto rozbudowywać według projektu architekta Jana Lemańskiego w 1983 roku. Ksiądz Abramczyk zaangażował parafian do prac budowlanych. Zamontowano ogrodzenie, pobudowano wieżyczkę, położono tynki i pokryto dach blachą miedzianą. W 1987 roku przywieziono nowe drzwi do kościoła. Rozbudowę kościoła skończono w 1988 r. Kościół wzbogacił się o prezbiterium i nawę poprzeczną. 
Wiosną 1992 roku rozpoczęto prace związane z przebudową starej części kościoła wykonanej w stylu neogotyckim. Przebudowa kościoła spowodowała konieczność jego uprzedniej rozbiórki w tych częściach, które miały być zupełnie nowe. Dokonano zmiany kształtu okien. Zniknęły empory po obu stronach nawy, przebudowano chór i rozebrano drewniane pomieszczenie w miejscu dzisiejszego chóru, w którym odbywały się próby przedkomunijne We wrześniu 1992 zamontowano nowe okna o zmienionym kształcie.
Nad wejściem znajduje się wieża, którą również poddano gruntownej renowacji.

## Wygląd kościoła
Kościół składa się z prezbiterium, nawy poprzecznej, dwóch zakrystii: ministranckiej i kapłańskiej, nawy głównej, dwóch naw bocznych, chóru znajdującego się nad wejściem i 3 krucht: głównej i dwóch bocznych. Sklepienie wspiera się na filarach biegnących wzdłuż nawy głównej. Wejście główne zamykane jest dwuskrzydłowymi drzwiami. Do wnętrza prowadzi kruchta utworzona w dolnej kondygnacji wieży. Wieża pełni funkcje dzwonnicy. Dzwon pochodzi z czasów pierwotnego kościoła z 1913 roku – nie uległ zniszczeniu w czasie wojny. Do wnętrza kościoła prowadzi 7 wejść: jedno główne, dwa wejścia do dwóch zakrystii, dwa wejścia do nawy poprzecznej i dwa wejścia do krucht bocznych (w kruchtach tych znajdują się schody na chór i wieżę). Z zakrystii ministranckiej jest zejście do podziemia – kiedyś było to miejsce przeznaczone na sale spotkań, obecnie znajduje się tu magazyn sprzętu liturgicznego.
W prezbiterium znajduje się ołtarz główny wykonany jest z granitu szwedzkiego i strzegomskiego. W nawie poprzecznej, po lewej stronie znajduje się ołtarz Matki Boskiej Częstochowskiej, zaś po prawej – ołtarz Jezusa Miłosiernego. W oknach znajduje się 19 witraży przedstawiających m.in. sceny staro- i nowotestamentowe, patronów parafii i kościoła. Wnętrze kościoła jest pomalowane głównie na żółto, ale także na różowo, biało i zielono. Podłoga jest z płytek marmuropodobnych. Oświetlenie zapewniają kinkiety i zdobione żyrandole. Ławki są ustawione w czterech rzędach, co daje 400 miejsc siedzących.
W pierwszych dniach istnienia parafii dokonano poważnych zakupów na rzecz kościoła – 120 krzeseł, ośmiu pieców akumulacyjnych, organów elektronicznych, 4 konfesjonałów, ośmiu klęczników. Cennym przedmiotem była gotycka, pozłacana monstrancja. Poza tym skompletowano bieliznę liturgiczną, kupiono lichtarz do paschału, a do zakrystii zakupiono szafkę z nadstawką. Kościół zyskał nowy katafalk do uroczystości pogrzebowych. Na ścianach wewnętrznych pojawiły się stacje Drogi Krzyżowej.
W 1985 parafia otrzymała figurę do Grobu Bożego. W 1999 zamontowano w wejściu głównym ręczne kutą kratę. W 2000 roku przebudowano prezbiterium, usuwając barierki i przedłużając powierzchnie do pierwszych filarów. Pod chórem znajduje się tablica pamiątkowa poświęcona pierwszemu proboszczowi Wacławowi Abramczykowi (zm. 1997). W kruchcie pod wieżą znajdują się 2 kropielnice z czarnego marmuru. W 2005 roku odbył się jeden z większych remontów. Odmalowano cały kościół. Na ścianach bocznych prezbiterium namalowano 2 obrazy przedstawiające Ostatnią Wieczerzę i Zmartwychwstanie. Na ścianie północnej nawy poprzecznej znajduje się tablica pamiątkowa poświęcona papieżowi Janowi Pawłowi II wykonana z białego marmuru. Wokół kościoła zamontowano reflektory, które nocą podkreślają walory architektoniczne budowli.

Kościół św. Stanisława Kostki w Sierpcu
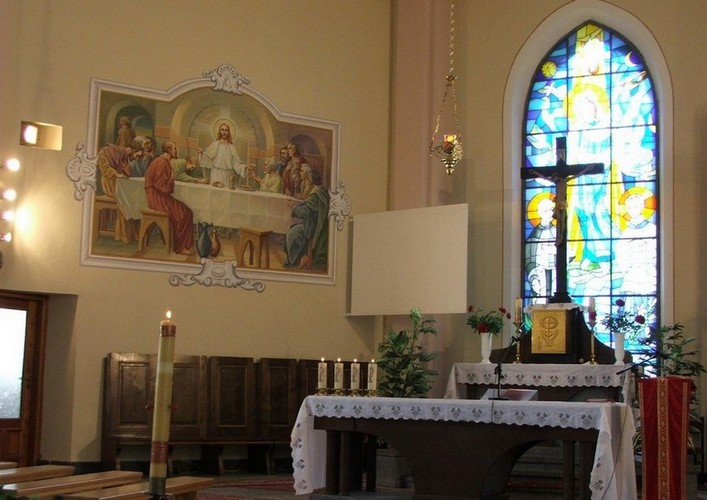
Prezbiterium kościoła po remoncie w 2005 roku
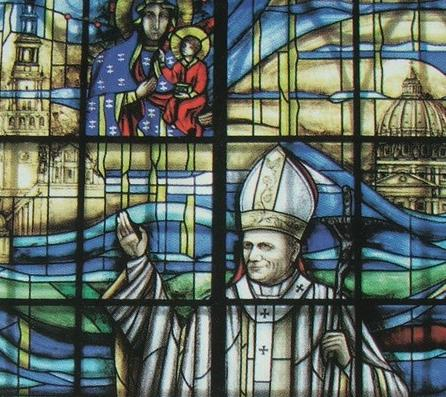
Fragment witraża przedstawiającego Ojca Świętego - Jana Pawła II z kościoła szkolnego w Sierpcu
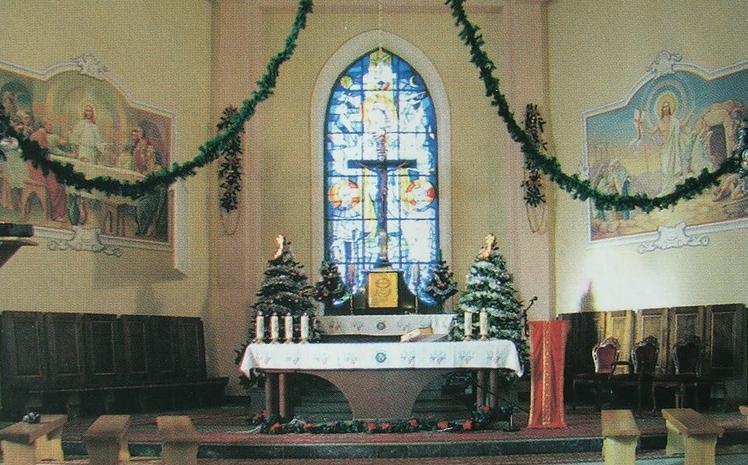
Prezbiterium kościoła św. Stanisława Kostki w Sierpcu